# DJ Qualls
Donald Joseph Qualls (Nashville, Tennessee, 10 de junio de 1978), más conocido como DJ Qualls, es un actor estadounidense. Es conocido por sus trabajos en películas como Road Trip (2000), The New Guy (2002), Hustle & Flow (2005) y The Core (2003), y por varias apariciones en series de televisión como Breaking Bad, Supernatural, Scrubs, Lost, CSI: Crime Scene Investigation, y The Big Bang Theory. Coprotagonizó la serie de comedia del canal FX Legit, la serie de terror de Syfy, Z Nation, y el show de Amazon Studios The Man in the High Castle.

## Primeros años
Donald Joseph Qualls nació en Nashville, Tennessee, Estados Unidos, como uno de los cinco hijos de Donnie y Debbie Qualls. Fue criado en Manchester, Tennessee, y asistió a una escuela cercana. Fue diagnosticado con la enfermedad de Hodgkin a los catorce años; después de dos años de tratamiento, se dijo que su cáncer estaba en remisión. De acuerdo a Qualls, la quimioterapia a una edad temprana aceleró su metabolismo e impactó su crecimiento, «paró mi desarrollo», lo cual explica su esbelta figura. Después de graduarse de Coffee County Central High School, donde fue un miembro activo en la banda Red Raider, Qualls asistió a la universidad King's College, London, donde estudio idioma inglés y literatura inglesa. Regreso a Tennessee inscribiéndose en la Belmont University en Nashville, donde también comenzó a actuar en una compañía de teatro local.

## Carrera
Qualls trabajó como extra en 1994 para la película de HBO titulada Against the Wall. En 1998, obtuvo el papel de Jason en la miniserie Mama Flora's Family mientras continuaba participando en el teatro comunitario. Después de audicionar en una-frase en Road Trip (2000), se le pidió que fuera a la oficina de Atlanta para encontrarse con el productor Ivan Reitman en California. Debutó en Road Trip con el personaje de Kyle Edwards, un muchacho virgen tímido. Después de esto, trabajó como modelo para Prada y con fotógrafos como David LaChapelle y Steve Klein. En Cherry Falls (2000), personificó a Wally, otro personaje virgen. En 2001, personificó a Neil Lawrence en Chasing Holden. Qualls también apareció como un profeta de Y2K junto a Rami Malek en el thriller de misterio de sci-fi Buster's Mal Heart (2017).
En 2002, Qualls personificó a Archie en la película Comic Book Villains, Andrew en la película Big Trouble, Junior en la película Lone Star State of Mind, Dizzy Gillespie Harrison en la película The New Guy, y Rat en la película de sci-fi, The Core. Protagonizó en la comedia Delta Farce. En 2005, apareció como Shelby en la película Hustle & Flow. Sus trabajos para televisión incluyen apariciones en Monk, Mentes criminales, Breaking Bad, Lost, Law & Order: Criminal Intent, CSI: Crime Scene Investigation, NUMB3RS, My Name Is Earl, Supernatural, Z Nation y The Big Bang Theory. También actuó como Josh en el episodio de Scrubs «My Student».
Qualls tuvo un cameo en el vídeo musical de «Boys» (2001) de Britney Spears y también apareció en «I'm Just a Kid» (2002) de Simple Plan. Protagonizó en la serie web de Paramount Pictures Circle of Eight. Co-estelarizó en la serie de televisión Legit como Billy Nugent, un hombre de treinta y tres años con distrofia muscular.

## Vida personal
En enero de 2020, Qualls hizo pública su orientación sexual, revelando que era gay a través de su cuenta de Twitter, donde declaró que estaba «cansado de preocuparse por lo que le haría a su carrera», después de anunciarlo en un show de Jim Jefferies en San Diego.

## Filmografía

### Películas
| Año  | Título                  | Personaje                             | Notas               |
| ---- | ----------------------- | ------------------------------------- | ------------------- |
| 1994 | Against the Wall        |                                       | Extra               |
| 2000 | Road Trip               | Kyle Edwards                          |                     |
| 2000 | Cherry Falls            | Wally                                 |                     |
| 2001 | Chasing Holden          | Neil Lawrence                         |                     |
| 2002 | Comic Book Villains     | Archie                                | Coproductor         |
| 2002 | Big Trouble             | Andrew                                |                     |
| 2002 | Lone Star State of Mind | Junior                                |                     |
| 2002 | The New Guy             | Dizzy Gillespie Harrison / Gil Harris |                     |
| 2003 | The Core                | Theodore Donald "Rat" Finch           |                     |
| 2005 | Hustle & Flow           | Shelby                                |                     |
| 2005 | Little Athens           | Cory                                  |                     |
| 2006 | I'm Reed Fish           | Andrew                                |                     |
| 2007 | Delta Farce             | Private Everett Shackleford           |                     |
| 2008 | Familiar Strangers      | Kenny Worthington                     |                     |
| 2008 | The Company Man         | Guy                                   | Cortometraje        |
| 2009 | Road Trip: Beer Pong    | Kyle Edwards                          |                     |
| 2009 | All About Steve         | Howard                                |                     |
| 2009 | Circle of Eight         | Randall                               |                     |
| 2010 | Last Day of Summer      | Joe                                   | Productor ejecutivo |
| 2010 | Amigo                   | Zeke                                  |                     |
| 2011 | Running Mates           | Graham "One Ball" Jones               |                     |
| 2011 | 21 & Over               | Counselor                             |                     |
| 2013 | Small Apartments        | Artie                                 |                     |
| 2013 | Pawn Shop Chronicles    | JJ                                    |                     |
| 2016 | November Rule           | Kareem                                |                     |
| 2016 | Buster's Mal Heart      | Brown/Last Free Man                   |                     |
| 2017 | Silence Please!         | Douglas                               | Cortometraje        |
| 2018 | Fifty Minutes           | Mr. Potter                            | Cortometraje        |

### Televisión
| Año       | Título                            | Personaje             | Notas                                   |
| --------- | --------------------------------- | --------------------- | --------------------------------------- |
| 1998      | Mama Flora's Family               | Jason                 | 2 episodios                             |
| 2002      | Scrubs                            | Josh                  | Episodio: «My Student»                  |
| 2005      | Lost                              | Johnny                | Episodio: «Everybody Hates Hugo»        |
| 2005      | Law & Order: Criminal Intent      | Robie Boatman         | Episodio: «Scared Crazy»                |
| 2005      | Criminal Minds                    | Richard Slessman      | Episodio: «Extreme Aggressor»           |
| 2005      | Punk'd                            | El mismo              | Temporada 6, episodio 7                 |
| 2006      | Monk                              | Rufus / Computer Geek | Episodio: «Mr. Monk and the Big Reward» |
| 2006      | CSI: Crime Scene Investigation    | Henry Garden          | Episodio: «Post Mortem»                 |
| 2007      | Numb3rs                           | Anthony Braxton       | Episodio: «Primacy»                     |
| 2007      | My Name Is Earl                   | Ray-Ray               | 3 episodios                             |
| 2007      | The Big Bang Theory               | Toby Loobenfeld       | Episodio: «The Loobenfeld Decay»        |
| 2008      | Good Behavior                     | Donnie Stryker        | Telefilme                               |
| 2009      | Breaking Bad                      | Getz                  | Episodio: "Better Call Saul"            |
| 2010      | Memphis Beat                      | Davey Sutton          | 20 episodios                            |
| 2011–2020 | Supernatural                      | Garth Fitzgerald IV   | 5 episodios                             |
| 2013      | Hawaii Five-0                     | Marshall Demps        | Episodio: «Kupouli 'la»                 |
| 2013      | Perception                        | Agente Rudy Fleckner  | 2 episodios                             |
| 2013–2014 | Legit                             | Billy Nugent          | Personaje principal (26 episodios)      |
| 2014–2018 | Z Nation                          | Citizen Z             | Personaje recurrente, 28 episodios      |
| 2015–2018 | The Man in the High Castle        | Ed McCarthy           | Personaje recurrente, 30 episodios      |
| 2016      | Time Traveling Bong               | Future Man            | 2 episodios                             |
| 2016      | Hollywood Medium with Tyler Henry | El mismo              | 1 episodio                              |
| 2017      | Fargo                             | Golem                 | 2 episodios                             |
| 2019      | Creepshow                         | Clark Willson         | 1 episodio                              |
| 2020      | Conan                             | El mismo              | Programa de medianoche                  |

### Vídeos musicales
| Año  | Artista          | Título                    | Personaje                             | Notas         |
| ---- | ---------------- | ------------------------- | ------------------------------------- | ------------- |
| 2000 | Barenaked Ladies | «Pinch Me»                |                                       |               |
| 2000 | Eels             | «Mr. E's Beautiful Blues» | Kyle Edwards                          | No acreditado |
| 2002 | Simple Plan      | "I'm Just a Kid"          | Dizzy Gillespie Harrison / Gil Harris | No acreditado |
| 2002 | Britney Spears   | «Boys»                    |                                       |               |